# معايش (حيوان)
المعايش (الاسم العلمي: Symbion) هو جنس من الحيوانات يتبع فصيلة المعايشات من رتبة المعايشيات.

## أنواع حيوان المعايش
- معايش الباندورة
- معايش أميركي